# Якушинці
Я́кушинці — село в Україні, у Вінницькому районі Вінницької області. У селі мешкає 2463 жителі. Адміністративний центр Якушинецької сільської громади.

## Географія
У селі бере початок річка Брусничівка, ліва притока Вишні.

## Герб
У зеленому щиті лазуровий перев'яз справа, облямований червоним, обтяжений трьома золотими колосками в стовп і супроводжуваний зверху золотим сонцем без зображення обличчя з такими ж променями, а знизу - золотою дубовою гілкою з таким же листям і жолудями.

## Історія
Село Якушинці (в минулому Якошинці) — село в Україні Вінницького району Вінницької області. Перша письмова згадка датується 1350 роком.
У далекому минулому на північному боці, приблизно в 1 км від нинішнього села, знаходилося скіфське поселення (городище). Колись високі земляні вали, які оточували поселення трьома рядами (по три стіни з кожного боку), століттями руйнувалися. Те місце, де було городище заросло зараз густим лісом. За розповідями старожилів, ще недавно на місці поселення були підземні ходи (печери), люди знаходили стародавні монети, прикраси з дорогоцінних металів.
Існує давня легенда, яка сповіщає про те, що два козаки Якуш та Зарван зустрілися в дрімучому лісі біля струмка і довго розмовляли. Добре познайомившись, вирішили нікуди не йти далі. Один на одному боці річечки, другий на другому поставили свої хатинки.
Якушинці належали брацлавським шляхтичам — Якушинським, з 17 ст. — Нітославським, пізніше Прушинським та в 19 ст. — Руссановським.
Протягом 1624—1630 років, за часів Митрополита Петра Могили, в часи польського планування на Правобережжі, в Якушинцях була побудована церква Святого Миколая. Польська влада дозволила побудувати церкву в лісі між селами Мізяківські Хутори, Якушинці, Зарванці, Лисогора.
У 1650 році ця церковиця була перевезена з лісу в село і обслуговувала аж до середини XIX ст. від цієї церкви нічого не залишилося, її спалили конфедерати. Галявина у лісі, де стояла церква і досі носить назву «Церковиця». Відомо також, що в Якушинцях була цукровня, 2 млини, винокурня, католицька капличка.

### Давнина

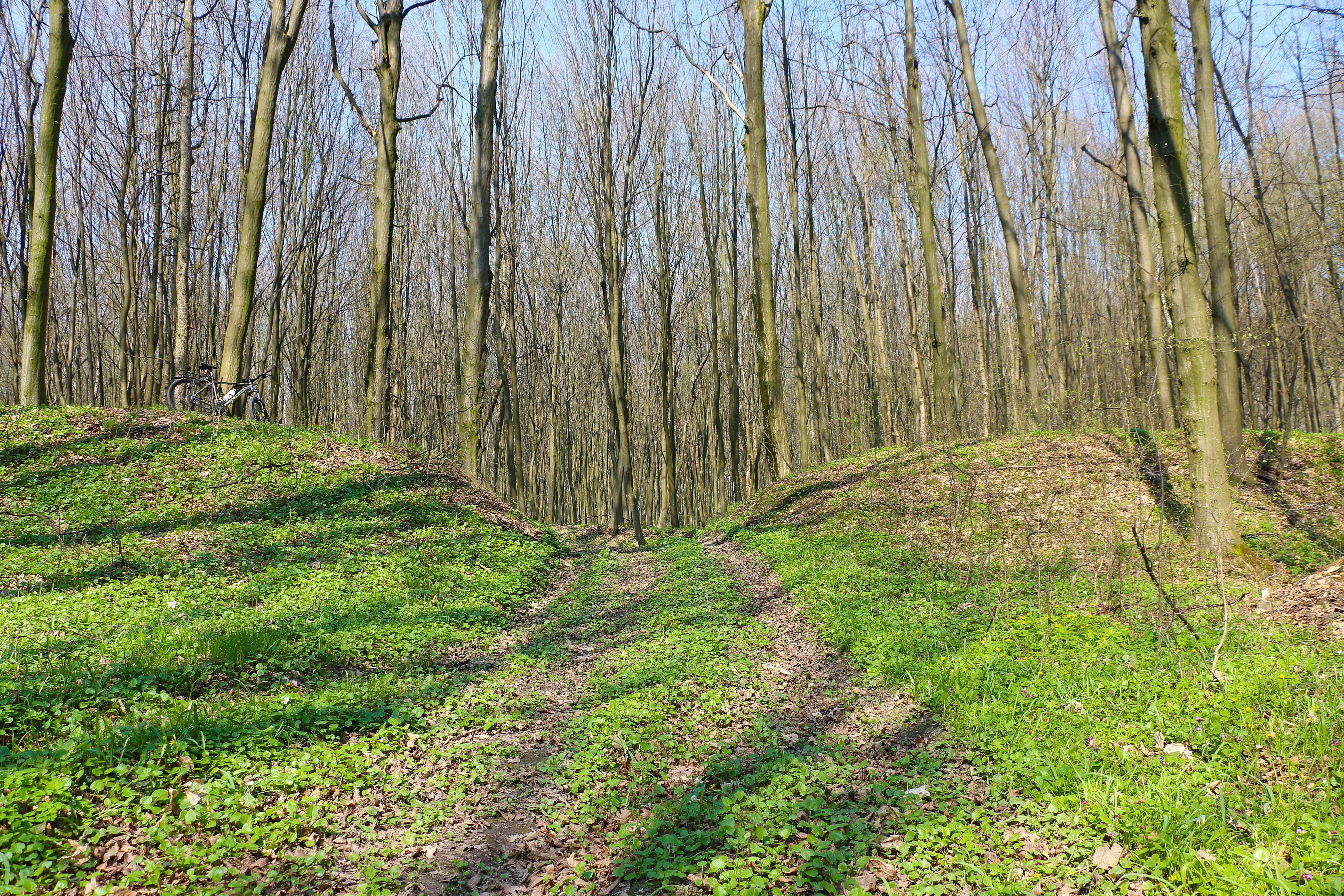
Городище IX—IV століття до н.е

Місцевість багата на археологічні поселення. На південний схід від Якушинців — трипільське поселення. На правому березі ріки Вишенька — поселення ранньозалізного віку VI—IV століть до нашої ери. На північ від Якушинців — поселення ранньозалізного віку VI—IV століть до нашої ери. На північний схід від Якушинців — поселення ранньозалізного віку IV—III століть до нашої ери. На північний захід від Якушинців — зарубинецьке поселення. В східній околиці села — поселення VI—VII століть.
В лісі знаходяться вали старого скіфського городища, 9 — 4 ст. до н.е. Між лісом та поселенням знаходилося містечко — Городище.
В 1,5 кілометрах на північний схід від Якушинців, в лісі Стрижавська дача — городище доби бронзи, ранньозалізного віку (скіфське). Пам'ятка розташована на пологому мисі у верхів'ях лівих припливів ріки Вишенька, що впадає в Південний Буг. Городище складається з двох нерівнозначних частин. Центральний двір розташовано на південно-західному схилі пологого мису. Має форму асиметричного овалу, довжина по довгій осі — 550 метрів, по короткій осі — триста метрів. Загальна площа сягає близько одинадцяти гектарів. Перший, внутрішній вал сягає висоти трьох метрів від рівня площадки городища і ширини десяти метрів. Другий, сполучений з попереднім, зовнішній вал приблизно на один метр нижчий, але його ширина сягає п'ятнадцяти метрів. Масштаб насипів з напільного боку та з боку яру приблизно однаковий. З усіх сторін зовнішній вал оточено ровом, ширина якого сягає 7 — 8 метрів. Із заходу до центрального укріплення примикає передграддя у формі неправильної трапеції. Воно охоплює яр, у якому, напевно, в давнину протікав струмок. Розміри споруд передграддя скромніші. Висота валу не перевищує двох метрів. Рів також менший у розмірі. Його сучасна ширина сягає трьох — чотирьох метрів. Розміри становлять близько 700 метрів по повздовжній осі північний захід — південний схід і 350 метрів по поперечній осі південний захід — північний схід. Площа становить біля 13 гектарів.

### Власники місцевості
Якушинці належали брацлавським шляхтичам — Якушинським, з XVII ст. — Нітославським, пізніше Прушинським та в XIX ст. — Руссановським.
В Якушинцях була цукровня, 2 млини, винокурня, католицька капличка, церква св. Миколая, палац Руссановських.

## Населення
За даними перепису населення 2001 року у селі проживали 2463 особи.
Рідною мовою назвали:
| Мова       | Кількість осіб | Відсоток |
| ---------- | -------------- | -------- |
| українська | 2381           | 96,67 %  |
| російська  | 72             | 2,92 %   |
| молдовська | 4              | 0,16 %   |
| білоруська | 1              | 0,04 %   |
| німецька   | 1              | 0,04 %   |
| інші       | 4              | 0,17 %   |

## Пам'ятки
У селі виявлено поселення трипільської культури. Пам'ятка розташована поблизу села.
На обліку перебуває також три пам'ятки історії: Пам'ятник 112 воїнам—односельчанам, загиблим на фронтах ВВВ, Братська могила мирних жителів і Могила радянських військовополонених.

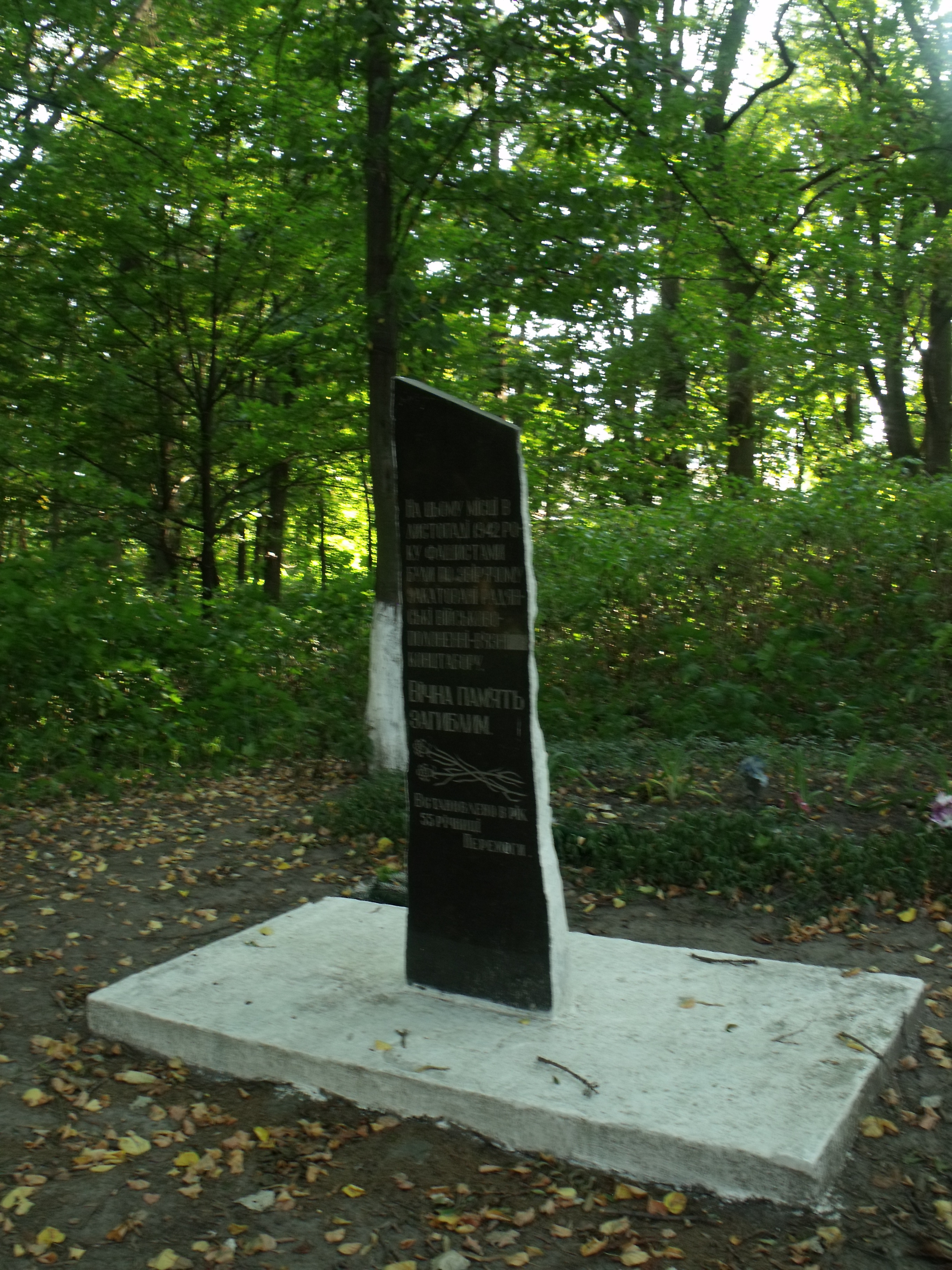
Могила радянських військовополонених
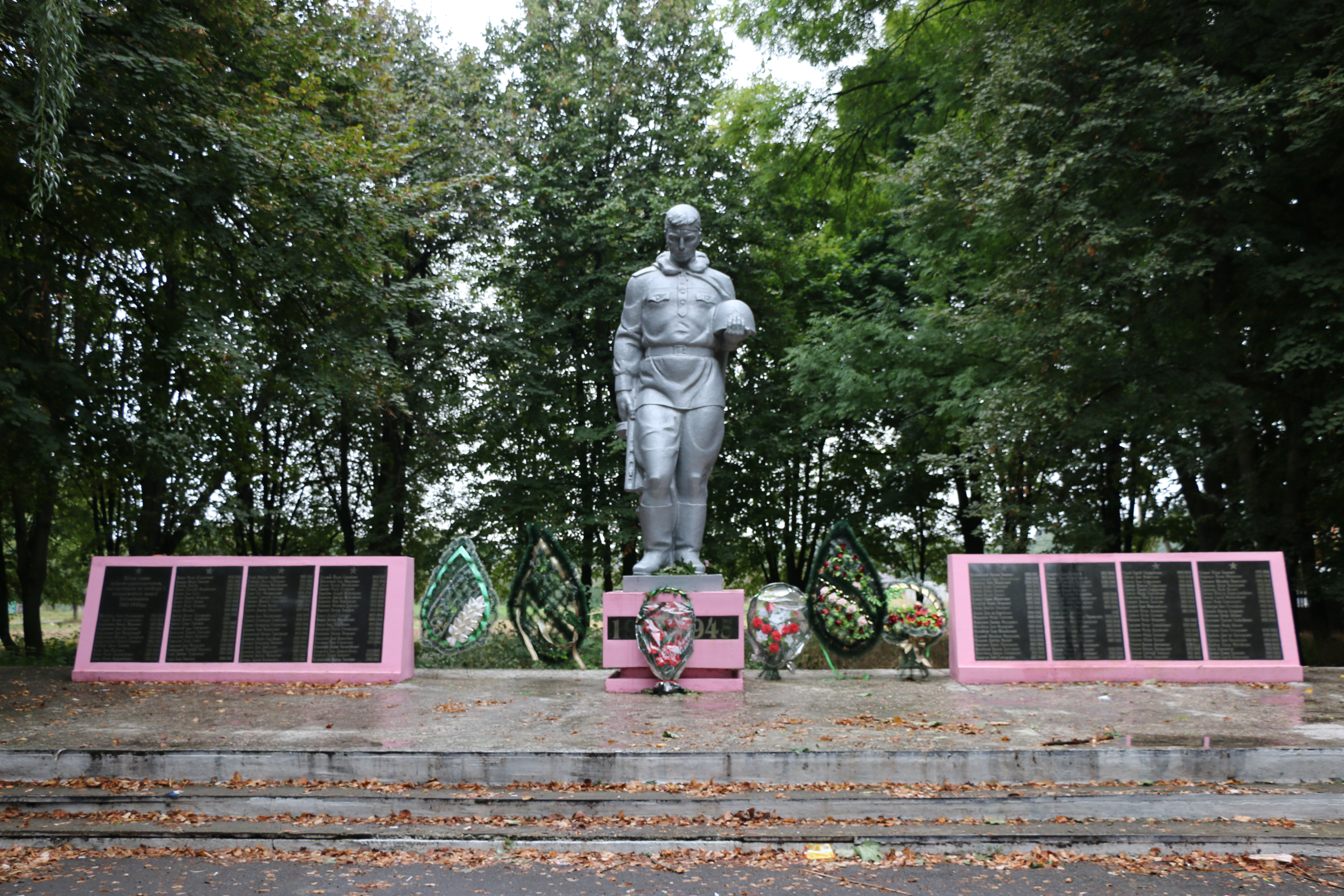
Пам'ятник 112 воїнам – односельчанам, загиблим на фронтах ВВВ
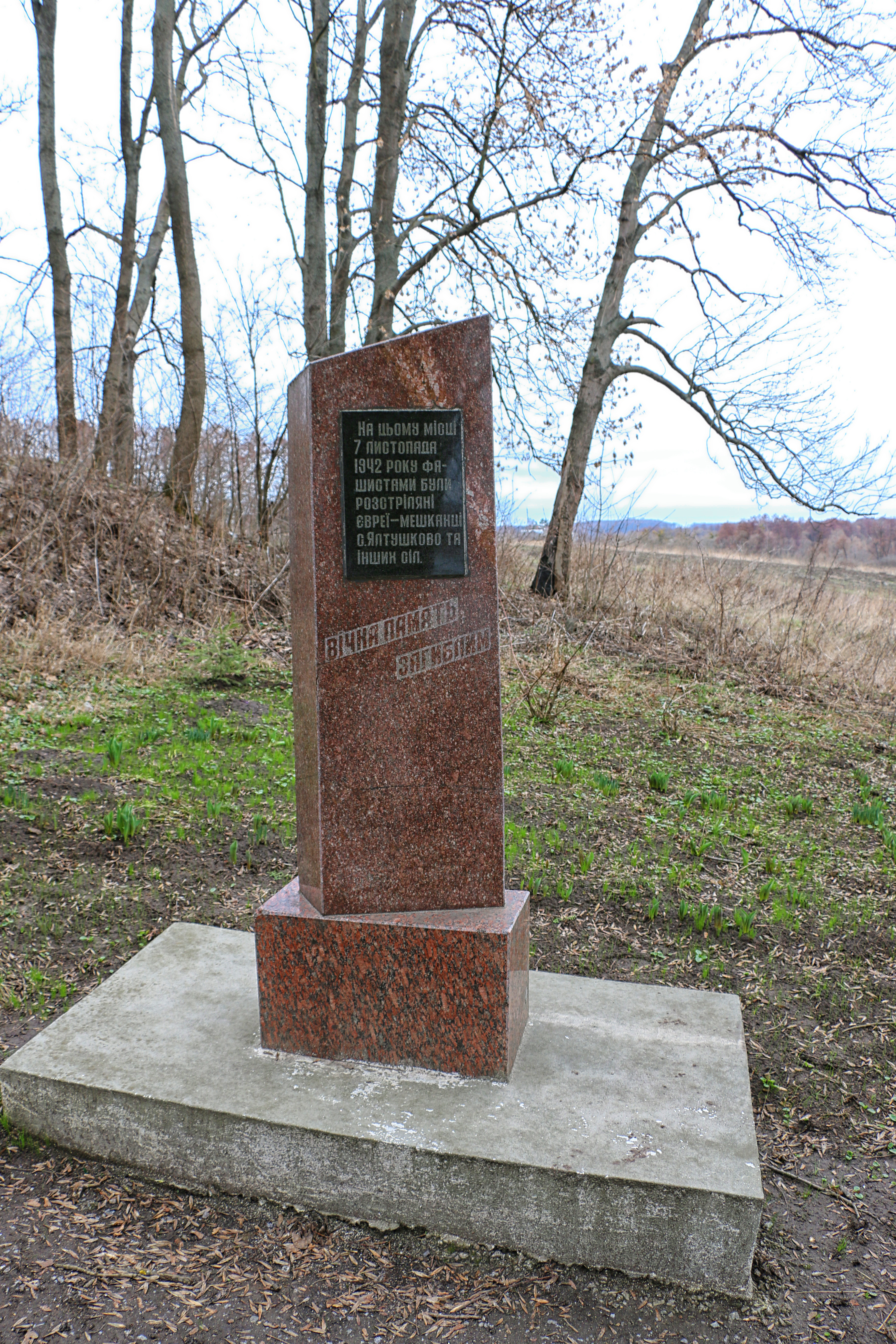
Братська могила мирних жителів
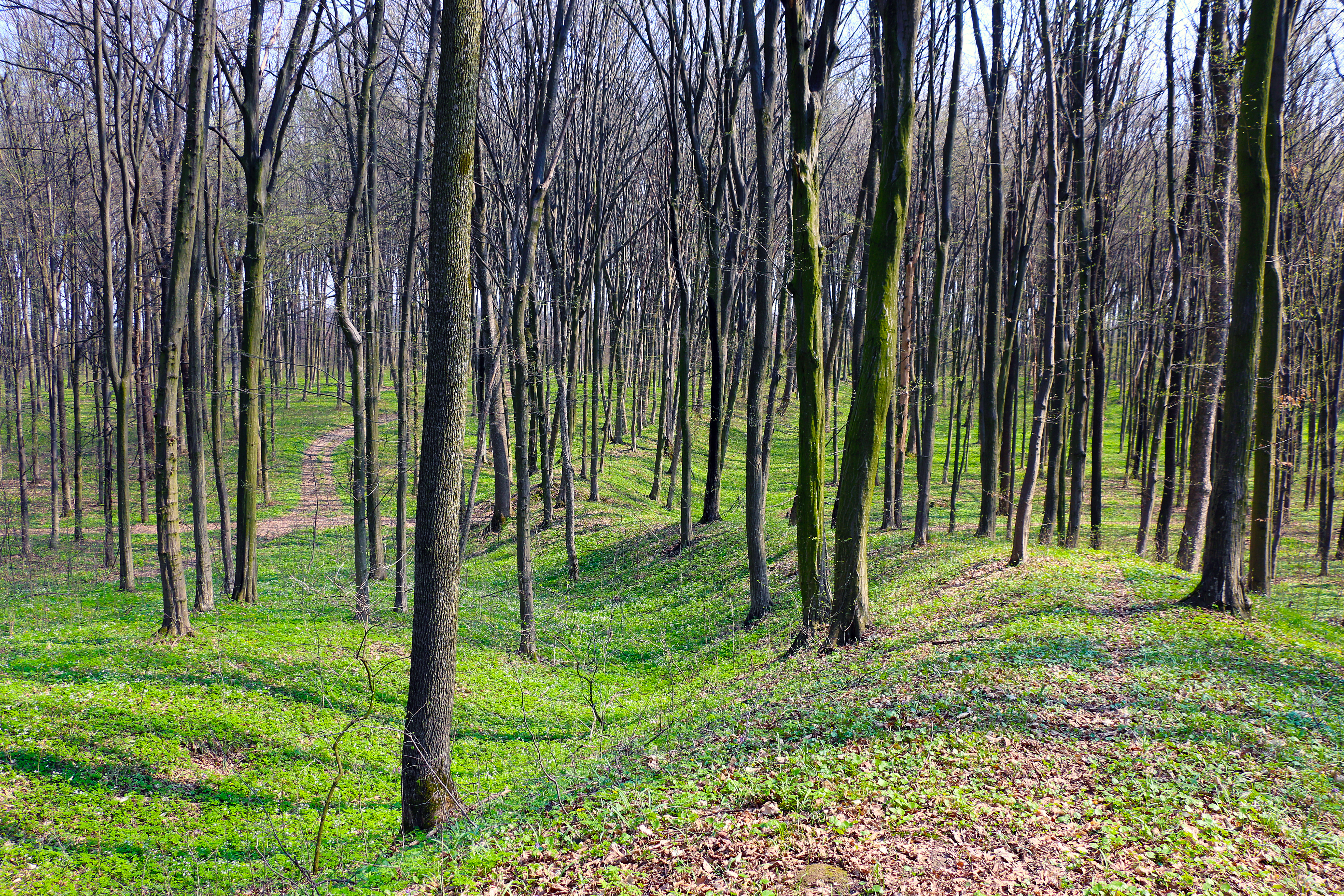
Городище, на північний схід від села

- Городище[d] (IX—IV ст. до н. е.);
- Скіфське поселення[d] (VII—VI ст. до н. е.);
- Скіфське поселення[d] (VI—IV ст. до н. е.);
- Поселення зарубинецької культури[d] (І ст. до н. е., II ст. н. е.);
- Ранньослов'янське поселення[d] (VI—VII ст. н. е.);

## Люди
Історичні особи:
- Пйотр Якса-Биковський (31 січня 1823 в Якушинці — 1889 Варшава) — письменник, етнограф, засновник та керівник театру в Кам'янці-Подільському.
- Віталій Рева (1938, Якушинці — 2012) — український автомобіліст, державний службовець і громадський діяч. Народний депутат України першого скликання, заслужений працівник транспорту України.
- Степан Килимник (1890–1963) — історик, етнограф та педагог, дійсний член Наукового товариства імені Шевченка та Української вільної академії наук.

Сучасники:
- Добринська Наталія Володимирівна (1982, Якушинці) — українська легкоатлетка (багатоборство), олімпійський чемпіон, Майстер спорту міжнародного класу з багатоборства. В селі живуть її батьки.
- Саїнчук Василь Васильович (1979—2015) — старший сержант Збройних сил України, учасник російсько-української війни.